# Paraszyno (osada leśna w województwie pomorskim)
Paraszyno – osada leśna w Polsce położona w województwie pomorskim, w powiecie wejherowskim, w gminie Łęczyce.